# Свамі
Свамі (санскр. स्वामी) — почесний титул у індуїзмі. Додається переважно до імені санн'ясинів (чернців), отриманого ними при посвяті в санн’ясу. Являє собою називний відмінок санскритського слова свамін (स्वामिन्), яке має значення «власник», «господар», «чоловік». Як титул вказує на те, що йоґ, який присвятив себе Богу або духовному наставникові (ґуру), панує над собою, тобто є господарем своїх емоцій і бажань, а не рабом спокус.
У значенні «Господь» може додаватися до імені Божества храму, наприклад: Джаганнатга Свамі (санскр. जगन्नाथ स्वामी) — «Господь Джаганнатга».
Жіноча форма — сваміні (स्वामिनी).